# František Koudelka
František Koudelka (* 12. srpna 1945, Ptení) je český malíř a sochař.

## Život
Školen u akademických malířů Františka Nedvěda a Jiřího Eislera a u akademického sochaře Vratislava Plačka. Od roku 1995 člen výtvarné skupiny Brány (skupina).
Od roku 2017 člen výtvarné skupiny Nové sdružení pražských umělců. V roce 2024 byl založen Nadační fond Františka Koudelky. Bude sloužit k uchování díla malíře Františka Koudelky a k podpoře aktivit a projektů v oblasti duchovní, kulturní a humanitární.

## Charakter tvorby
František Koudelka se zaměřuje na existenciální výtvarnou tvorbu. Obrazy jsou výtvarně strohé, barevně jednoznačné a myšlenkově hluboké. Zobrazují vnitřní duševní pochody člověka v jednotlivých úsecích jeho života. František Koudelka naplňuje programové prohlášení výtvarného sdružení Brány, jehož je zakládajícím členem, tím, že ve své tvorbě klade maximální důraz na kvalitu tematického, technického a řemeslného ztvárnění uměleckých záměrů. Za desítky let prošel ve své tvorbě několika výtvarnými, ale i životními etapami, které v malé ukázce můžete vidět na jeho webové stránce v galerii, z období posledních dvaceti let.
Jeho výtvarné cykly se v průběhu doby proměňovaly od počátečních momentek z hospodského prostředí, se svébytnými figurami dané doby a projevy, přes společenské dění konce šedesátých a počátku sedmdesátých let s výtvarně pojatými otisky událostí, frustrace za normalizace vyjádřené cyklem dlouhých postav trpících, tápajících a hledajících v omezených místech. V dalším výtvarném cyklu se zaměřil na vnitřní pohled jednotlivců a skupin přátel kolem sebe ve svébytných prostorech jejich existence. Jakýmsi podcyklem byl v devadesátých letech soubor obrazů zachycujících vnitřní prožitek autora ze strahovského koncertu The Rolling Stones.
V následujícím cyklu se zaměřil na duchovní křesťanskou tradici vycházející z jeho vlastního bytí, výtvarně vyjádřenou paralelami na biblická témata, která se v dalším cyklu projevila v obrazech zachycujících fragmenty pražských sakrálních staveb od středověku po současnost, s jejich působením na pozorovatele. Jedním z dalších cyklů je satiricky odlehčené zobrazování celebrit v kontextu se společenským děním a jeho projevy. Dalším podcyklem byly obrazy z plenéru, krajiny moravské Pálavy. Následný cyklus, již více abstraktní, lze chápat jako vlastním věkem poznamenané vyjádření stárnutí autora při rekonstrukci a stěhování do nového domova i ateliéru. Zatím poslední cyklus, i podle vyjádření samotného Františka Koudelky, je jeho snaha výtvarně vyjádřit pojmy cizích slov převážně z filozofických elaborátů. Nevyhýbá se při tom ani žaluziím zakrývajícím pohled do lidské duše. Zdálo by se, že autorova tvorba je ve všech obdobích hloubavá a až příliš vážná, ale v každém období tvořil obrazy a i plastiky s náměty úsměvnými, odlehčenými ba i poťouchlými.

## Výstavy
- 1979 – Praha, Divadelní studio, klub v Michalské
- 1983-7 – Praha, klub Vinohradského divadla
- 1984 – Praha, Palác kultury
- 1984 – Bratislava, Palác kultúry
- 1985-7 – Šumperk
- 1989 – Praha, Národní galerie, Klášter sv. Anežky České, sv. Barbora
- 1991 – Collefero u Říma
- 1994 – Praha, Vojenské historické muzeum, Schwarzenberský palác
- 1995 – Praha, Galerie Jednorožec s harfou
- 1996 – Kladno, Zámecká galerie města Kladna
- 1997 – Praha, Galerie Chodovská tvrz
- 1997 – Příbram, Galerie Zámeček
- 1997 – Praha, City Center
- 1998 – Liberec, Galerie Studna
- 1998 – Praha, Galerie Patro
- 1998 – Hořovice, Zámek
- 1998 – Praha, Trojský zámek
- 1998 – Londýn, Galerie THE ART MOVEMENT
- 1998 – Kladno, Zámecká galerie města Kladna
- 1999 – Praha, foyer Úřadu pro jadernou bezpečnost
- 1999 – Praha, Trojský zámek
- 1999 – Praha, Galerie Nová Síň
- 1999 – Londýn, Aukční síň Philips
- 1999 – Praha, Galerie U prstenu
- 2000 – Praha, Dům pánů z Kunštátu a Poděbrad
- 2000 – Prostějov, Muzeum Prostějovska
- 2001 – Londýn, Aukční síň Christie's
- 2001 – Terezín, Muzeum ghetta
- 2002 – Liberec, Aukční síň Antikva Nova Praga
- 2004 – Kladno, Zámecká galerie města Kladna
- 2005 – Želkovice, Galerie Českého krasu - špejchar
- 2006 – Kladno, Zámecká galerie města Kladna
- 2006 – Olomouc, Galerie Mona Lisa
- 2009 – Praha, Galerie Dolmen
- 2010 – Praha, Galerie Ledeburských zahrad
- 2010 – Rakovník, Muzeum T.G.M.
- 2012 – Beroun, Muzeum Českého krasu
- 2014 – Hořovice, Galerie Starý zámek
- 2014 – Vimperk, Zámecká galerie
- 2015 – Slaný, Vlastivědné muzeum, Galerie muzea
- 2016 – Praha, Chodovská tvrz, Velká galerie
- 2017 – Praha, Výstavní síň Antonína Navrátila
- 2018 - Praha, Galerie Nová Síň
- 2018 - Kladno, Galerie Kladenského zámku
- 2018 - Praha, Výstavní síň Antonína Navrátila
- 2019 - Olomouc, Galerie města Olomouc
- 2019 - Praha, Výstavní síň Antonína Navrátila
- 2021 - Praha 5,Galerie "D" Portheimka
- 2022 - Praha, Výstavní síň Antonína Navrátila
- 2023 - Praha, Výstavní síň Antonína Navrátila